# LUNAR-A
LUNAR-A es una sonda japonesa que estaba previsto que fuera lanzada en agosto de 2004. Tras varios retrasos (debidos principalmente a potenciales fallos en los lanzadores de la sonda), la fecha de lanzamiento fue pospuesta a 2010, y finalmente la misión fue cancelada en 2007.

## Descripción
El vehículo previsto tenía forma cilíndrica, con un diámetro de 2,2 m, una altura de 1,7 m y disponía de cuatro paneles solares. Entraría en una órbita elíptica alrededor de la Luna y soltaría dos penetradores a una altitud de 40 km en lados opuestos del satélite. Estos penetradores (de 80 cm de largo y un diámetro de 16 cm) estaba previsto que llevaran un pequeño cohete para aumentar su velocidad hasta alcanzar los 25 km de altitud, y a partir de ahí caer libremente. Estaban diseñados para colisionar con la superficie a unos 330 metros por segundo, y deberían penetrar hasta una profundidad adecuada el regolito lunar.
Los penetradores contendrían sismómetros y medidores de temperatura, operando durante un año transmitiendo datos hacia la sonda que seguiría en órbita. La misión de los penetradores sería observar los movimientos sísmicos lunares y determinar si la luna posee un núcleo metálico. La superficie lunar se considera prácticamente transparente para las frecuencias de transmisión, por lo que se esperaba que no hubiera problemas en recibir las señales en el orbitador.
Una vez desplegados los penetradores, la sonda LUNAR-A maniobraría hasta una altitud de 200 km sobre la superficie. La sonda llevaría además una cámara monocromática con una resolución de 30 m.